# غضروعظميات
الغضروعظميات أو غضروفيات العظم (الاسم العلمي: Chondrostei) هي عبارة عن أسماك غضروفية بدائية تظهر في أجسادها أشكالٌ من النسيج العظمي. يُوجد 52 نوعاً منها يَقعون ضمن رتبتين، وهما الأسماك الحفشية (أسماك الحفش والأسماك المجذافية) وكثيرات الزعانف (الأسماك الحبلية والمجنحة). يُعتقد أن أسلاف الغضروعظميات كانت أسماكاً عظميّة، لكنها فقدت خاصيَّتها العظميَّة لاحقاً خلال تطورها. تظهر الغضروعظميات الكهلة بوادر تكوّن عظامٍ لهيكل عظمي، ممَّا يُوحي بأن عملية تكون العظام قد تأجَّلت في هذه الأسماك بدلاً من أن تختفي تماماً.
صنفت هذه المجموعة في بعض الأحيان جنباً إلى جنب مع القروش، حيث أن التشابهات بينهم واضحة، وهي ليس فقط أن الغضروعظميات تفتقر إلى العظام، بل أيضاً بُنية الفك أقرب إلى القروش من الأسماك العظمية الأخرى، كما أن كليهما يَفتقران إلى الحراشف (باستثناء كثيرات الأجنحة). ومن الصفات المشتركة الأخرى "الإسبرات"، وأيضاً الذيل الممتد في أسماك الحفش (حيث يَمتد العمود الفقري إلى الفص الأكبر من الزعنفة الذيلية). لكن بالرغم من هذا، فإن سجل الأحافير يُشير إلى أن هذه الأسماك أكثر قرباً إلى العظميات مما قد يُوحي به مظهرها الخارجي.

## الملاحظات
1. ↑  الإسبرات (Spiracle): هي عبارة فتحات توجد على أجساد بعض الحيوانات تتصل عادةً بأجهزة تنفسية.